# Interior algebraico
En análisis funcional, una rama de las matemáticas, el interior algebraico o núcleo radial de un subconjunto de un espacio vectorial es un refinamiento del concepto de interior.

## Definición
Supóngase que {\displaystyle A} es un subconjunto de un espacio vectorial {\displaystyle X.}
El interior algebraico (o núcleo radial) de {\displaystyle A} con respecto a {\displaystyle X} es el conjunto de todos los puntos en los que {\displaystyle A} es un conjunto radial.
Un punto {\displaystyle a_{0}\in A} se llama punto interno de {\displaystyle A} y se dice que {\displaystyle A} es radial desde {\displaystyle a_{0}} si por cada {\displaystyle x\in X} existe un número real {\displaystyle t_{x}>0} tal que por cada {\displaystyle t\in [0,t_{x}],} {\displaystyle a_{0}+tx\in A.}
Esta última condición también se puede escribir como {\displaystyle a_{0}+[0,t_{x}]x\subseteq A} donde el conjunto
{\displaystyle a_{0}+[0,t_{x}]x~:=~\left\{a_{0}+tx:t\in [0,t_{x}]\right\}}
es el segmento rectilíneo (o intervalo cerrado) que comienza en {\displaystyle a_{0}} y termina en {\displaystyle a_{0}+t_{x}x}. Este segmento es un subconjunto de {\displaystyle a_{0}+[0,\infty )x,}, que es el rayo que emana de {\displaystyle a_{0}} en la dirección de {\displaystyle x} (es decir, paralelo a/una traslación de {\displaystyle [0,\infty )x}).
Por lo tanto, geométricamente, un punto interior de un subconjunto {\displaystyle A} es un punto {\displaystyle a_{0}\in A} con la propiedad de que en cada dirección (vector) posible {\displaystyle x\neq 0,} {\displaystyle A} contiene algún segmento rectilíneo (no degenerado) que comienza en {\displaystyle a_{0}} y se dirige en esa dirección (es decir, un subconjunto del rayo {\displaystyle a_{0}+[0,\infty )x}).
El interior algebraico de {\displaystyle A} (con respecto a {\displaystyle X}) es el conjunto de todos esos puntos. Es decir, es el subconjunto de puntos contenidos en un conjunto dado respecto del cual los puntos del conjunto son radiales.
Si {\displaystyle M} es un subespacio lineal de {\displaystyle X} y {\displaystyle A\subseteq X}, entonces esta definición se puede generalizar al interior algebraico de {\displaystyle A} con respecto a {\displaystyle M} es:
{\displaystyle \operatorname {aint} _{M}A:=\left\{a\in X:{\text{ para todo }}m\in M,{\text{ existe algún }}t_{m}>0{\text{ tal que }}a+\left[0,t_{m}\right]\cdot m\subseteq A\right\}.}
donde {\displaystyle \operatorname {aint} _{M}A\subseteq A} siempre se cumple y si {\displaystyle \operatorname {aint} _{M}A\neq \varnothing }, entonces {\displaystyle M\subseteq \operatorname {aff} (A-A),} donde {\displaystyle \operatorname {aff} (A-A)} es la envolvente afín de {\displaystyle A-A} (que es igual a {\displaystyle \operatorname {span} (A-A)}).
Cierre algebraico
Se dice que un punto {\displaystyle x\in X} es linealmente accessible de un subconjunto {\displaystyle A\subseteq X} si existe algún {\displaystyle a\in A} tal que el segmento rectilíneo {\displaystyle [a,x):=a+[0,1)x} esté contenido en {\displaystyle A.}.
El cierre algebraico de {\displaystyle A} con respecto a {\displaystyle X}, indicado por {\displaystyle \operatorname {acl} _{X}A,}, consta de {\displaystyle A} y todos los puntos en {\displaystyle X} a los que se puede acceder linealmente desde {\displaystyle A.}.

## Interior algebraico (núcleo)
En el caso especial en el que {\displaystyle M:=X,}, el conjunto {\displaystyle \operatorname {aint} _{X}A} se denomina interior algebraico o núcleo de {\displaystyle A} y se denota por {\displaystyle A^{i}} o {\displaystyle \operatorname {\text{núcleo}} A.}.
Formalmente, si {\displaystyle X} es un espacio vectorial, entonces el interior algebraico de {\displaystyle A\subseteq X} es
{\displaystyle \operatorname {aint} _{X}A:=\operatorname {\text{núcleo}} (A):=\left\{a\in A:{\text{ para todo }}x\in X,{\text{ existe algún }}t_{x}>0,{\text{ tal que para todo }}t\in \left[0,t_{x}\right],a+tx\in A\right\}.}
Si {\displaystyle A} no está vacío, entonces estos subconjuntos adicionales también son útiles para los enunciados de muchos teoremas en el análisis funcional convexo (como el teorema de Ursescu):
{\displaystyle {}^{ic}A:={\begin{cases}{}^{i}A&{\text{si }}\operatorname {aff} A{\text{ es un conjunto cerrado,}}\\\varnothing &{\text{en caso contrario}}\end{cases}}}
{\displaystyle {}^{ib}A:={\begin{cases}{}^{i}A&{\text{si }}\operatorname {expan} (A-a){\text{ es un subespacio lineal abarrilado de }}X{\text{ para cualquier/todo }}a\in A{\text{,}}\\\varnothing &{\text{en caso contrario}}\end{cases}}}
Si {\displaystyle X} es un espacio de Fréchet, {\displaystyle A} es convexo y {\displaystyle \operatorname {aff} A} está cerrado en {\displaystyle X}, entonces {\displaystyle {}^{ic}A={}^{ib}A} pero en general es posible tener {\displaystyle {}^{ic}A=\varnothing } mientras {\displaystyle {}^{ib}A} es no vacío.

### Ejemplos
Si {\displaystyle A=\{x\in \mathbb {R} ^{2}:x_{2}\geq x_{1}^{2}{\text{o }}x_{2}\leq 0\}\subseteq \mathbb {R} ^{2}}, entonces {\displaystyle 0\in \operatorname {\text{núcleo}} (A),} pero {\displaystyle 0\not \in \operatorname {int} (A)} y {\displaystyle 0\not \in \operatorname {\text{núcleo}} (\operatorname {{\text{núcleo}}(A)} ).}

### Propiedades del   núcleo
Supóngase que {\displaystyle A,B\subseteq X.}
- En general, {\displaystyle \operatorname {\text{núcleo}} A\neq \operatorname {\text{núcleo}} (\operatorname {\text{núcleo}} A).} Pero si {\displaystyle A} es convexo, entonces:
  - {\displaystyle \operatorname {\text{núcleo}} A=\operatorname {\text{núcleo}} (\operatorname {\text{núcleo}} A),} y
  - para todos los {\displaystyle x_{0}\in \operatorname {\text{núcleo}} A,y\in A,0<\lambda \leq 1} y luego {\displaystyle \lambda x_{0}+(1-\lambda )y\in \operatorname {\text{núcleo}} A.}
- {\displaystyle A} es un subconjunto absorbente de un espacio vectorial real si y solo si {\displaystyle 0\in \operatorname {\text{núcleo}} (A).}[3]
- {\displaystyle A+\operatorname {\text{núcleo}} B\subseteq \operatorname {\text{núcleo}} (A+B)}[7]
- {\displaystyle A+\operatorname {\text{núcleo}} B=\operatorname {\text{núcleo}} (A+B)} si {\displaystyle B=\operatorname {\text{núcleo}} B.}[7]

Tanto el núcleo como el cierre algebraico de un conjunto convexo son nuevamente convexos.
Si {\displaystyle C} es convexo, {\displaystyle c\in \operatorname {\text{núcleo}} C,} y {\displaystyle b\in \operatorname {acl} _{X}C}, entonces el segmento rectilíneo {\displaystyle [c,b):=c+[0,1)b} está contenido en {\displaystyle \operatorname {\text{núcleo}} C.}

### Relación con el interior topológico
Sea {\displaystyle X} un espacio vectorial topológico, {\displaystyle \operatorname {int} } denota el operador interior y {\displaystyle A\subseteq X}. Entonces:
- {\displaystyle \operatorname {int} A\subseteq \operatorname {\text{núcleo}} A}
- Si {\displaystyle A} es convexo no vacío y {\displaystyle X} es de dimensión finita, entonces {\displaystyle \operatorname {int} A=\operatorname {\text{núcleo}} A.}[1]
- Si {\displaystyle A} es convexo con interior no vacío, entonces {\displaystyle \operatorname {int} A=\operatorname {\text{núcleo}} A.}[8]
- Si {\displaystyle A} es un conjunto convexo cerrado y {\displaystyle X} es un espacio métrico completo, entonces {\displaystyle \operatorname {int} A=\operatorname {\text{núcleo}} A.}[9]

## Interior algebraico relativo
Si {\displaystyle M=\operatorname {aff} (A-A)}, entonces el conjunto {\displaystyle \operatorname {aint} _{M}A} se denota por {\displaystyle {}^{i}A:=\operatorname {aint} _{\operatorname {aff} (A-A)}A} y se llama el interior algebraico relativo de {\displaystyle A}. Este nombre surge del hecho de que {\displaystyle a\in A^{i}} si y solo si {\displaystyle \operatorname {aff} A=X} y {\displaystyle a\in {}^{i}A} (donde {\displaystyle \operatorname {aff} A=X} si y solo si {\displaystyle \operatorname {aff} (A-A)=X}).

## Interior relativo
Si {\displaystyle A} es un subconjunto de un espacio vectorial topológico {\displaystyle X}, entonces el interior relativo de {\displaystyle A} es el conjunto
{\displaystyle \operatorname {rint} A:=\operatorname {int} _{\operatorname {aff} A}A.}
Es decir, el interior topológico de A en {\displaystyle \operatorname {aff} A,} es el subespacio lineal afín más pequeño de {\displaystyle X} que contiene a {\displaystyle A.}. El siguiente conjunto también es útil:
{\displaystyle \operatorname {ri} A:={\begin{cases}\operatorname {rint} A&{\text{si }}\operatorname {aff} A{\text{ es un subespacio cerrado de }}X{\text{,}}\\\varnothing &{\text{en caso contrario}}\end{cases}}}

## Interior cuasi relativo
Si {\displaystyle A} es un subconjunto de un espacio vectorial topológico {\displaystyle X}, entonces el interior cuasi relativo de {\displaystyle A} es el conjunto
{\displaystyle \operatorname {qri} A:=\left\{a\in A:{\overline {\operatorname {cone} }}(A-a){\text{es un subespacio lineal de }}X\right\}.}
En un espacio vectorial topológico de dimensión finita de Hausdorff, {\displaystyle \operatorname {qri} A={}^{i}A={}^{ic}A={}^{ib}A.}